# Glochidion caledonicum
Glochidion caledonicum är en emblikaväxtart som beskrevs av Johannes Müller Argoviensis. Glochidion caledonicum ingår i släktet Glochidion och familjen emblikaväxter. Inga underarter finns listade i Catalogue of Life.